# Miss Continentes Unidos 2013
Miss Continentes Unidos 2013 foi a 1ª edição do mais recente concurso de beleza com sede em Guaiaquil, no Equador. Devido à grande procura de outros países em busca do título, a coordenação comandada pela empresária Maria del Carmen de Aguayo mudou a denominação da competição, bem como seu objetivo, agregando diversos países dos cinco continentes. Essa edição reuniu vinte e sete (27) candidatas sob a apresentação do jornalista Roberto Rodríguez ao vivo pela Gama TV no "Palácio de Cristal". A equatoriana Caroline Aguirre foi declarada como campeã e foi coroada por Camila Serakides, detentora do título no ano anterior.

## Resultados

### Colocações
| Colocação               | País e Candidata |
| Vencedora               | - Equador - Caroline Aguirre                                                                                             |
| 2º. Lugar               | - Índia - Purva Rana |
| 3º. Lugar               | - Chile - María Belén Jérez                                                                                              |
| 4º. Lugar               | - Bélgica - Sherine Dandoy                                                                                               |
| 5º. Lugar               | - Uruguai - Camila Vezzoso                                                                                               |
| 6º. Lugar               | - Panamá - Gabrielle Rivera                                                                                              |
| (TOP 10) Semifinalistas | - Austrália Colleen Boyle - Colômbia - Daniela Vega - República Dominicana - Any Sánchez - Venezuela - Michelle Casasola |

### Premiações Especiais
O concurso distribuiu os seguintes prêmios este ano: 
| Premiação            | País e Candidata              |
| Miss Simpatia        | - Estados Unidos - Kelly Saks |
| Miss Fotogenia       | - Filipinas - Christina Joy   |
| Melhor Traje Típico  | - Equador - Carolina Aguirre  |
| Miss Pontualidade    | - México - Evangelina Rascón  |
| O Mais Belo Rosto    | - Equador - Carolina Aguirre  |
| Miss Kotex Evolution | - Uruguai - Camila Vezzoso    |

## Jurados

### Final
Ajudaram a escolher a vencedora:
1. Mercedes Soler, jornalista;
2. Hernán Zajar, fashion designer;
3. Daniella Kronfle, designer de jóias;
4. Valeska Saab, Miss Mundo Equador 2007;
5. María Gabriela Gálvez, diretora da Revista "Hogar";
6. Drº Fabián Idrovo, médico cirurgião; e
7. Edwin del Rosario, designer.

## Candidatas
Disputaram o título este ano:
| - Argentina - Tatiana Bischof - Austrália - Colleen Boyle - Bélgica - Sherine Dandoy - Belize - Kimberly Kamish - Bolívia - María Renee Soliz - Brasil - Thainara Latenik - Canadá - Melanie McGregor - Chile - María Belén Jérez - Colômbia - Daniela Vega | - Costa Rica - Brenda Muñoz - Equador - Carolina Aguirre - Estados Unidos - Kelly Saks - Filipinas - Christina Joy - Guatemala - Glenda Mayén - Honduras - Alba Paredes - Índia - Purva Rana - México - Evangelina Rascón - Nicarágua - Luviana Bonilla | - Panamá - María Gabrielle Rivera - Paraguai - Laura Leticia Riveros - Peru - Stephanie Benalcázar - Porto Rico - Stephanie Santiago - República Dominicana - Anyelina Sánchez - Rússia - Anastasiia Belskaya - Suécia - Louise Siljeholm - Uruguai - Camila Vezzoso - Venezuela - Michelle Casasola |

## Histórico

### Desistiram
- China - Yi-Han Wang

- Estônia - Liis Lass

- Haiti - Christela Jacques

- Holanda - Chesley Verbond

- Ucrânia - Evgeniia Prokopenko

### Trocas
- Equador - Ena Córdova ► Carolina Aguirre

- Belize - Destinee Arnold ► Kimberly Kamish

- Rússia - Marina Karpova ► Anastasiia Belskaya

- Porto Rico - Kathleen Flores ► Stephanie Santiago